# 中山道
中山道（なかせんどう）は、江戸時代に整備された五街道の1つで、江戸の日本橋と京都の三条大橋を内陸経由で結ぶ街道である。
南回り・太平洋沿岸経由の東海道に対して、中山道は北回り・内陸経由で江戸と京都を結ぶ。草津追分以西は東海道と道を共にする。江戸から草津までは129里10町余（約507.7 km）あり、69箇所の宿場が置かれた。また、江戸から京都までは135里34町余（約526.3 km）である。現在の都府県では、東京都・埼玉県・群馬県・長野県・岐阜県・滋賀県・京都府に該当する地域を通過する。

## 経路

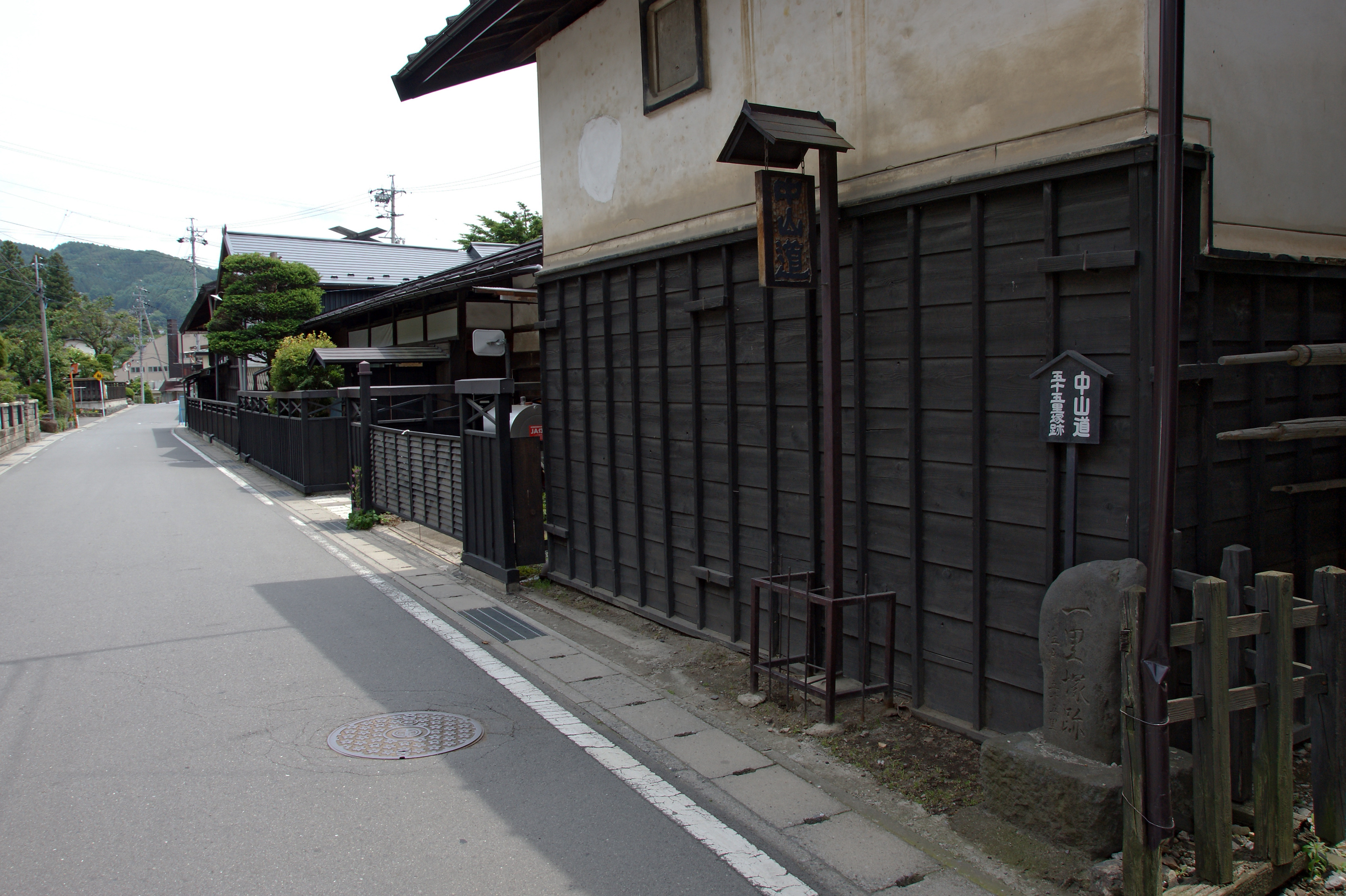
五十五里塚跡、下諏訪宿

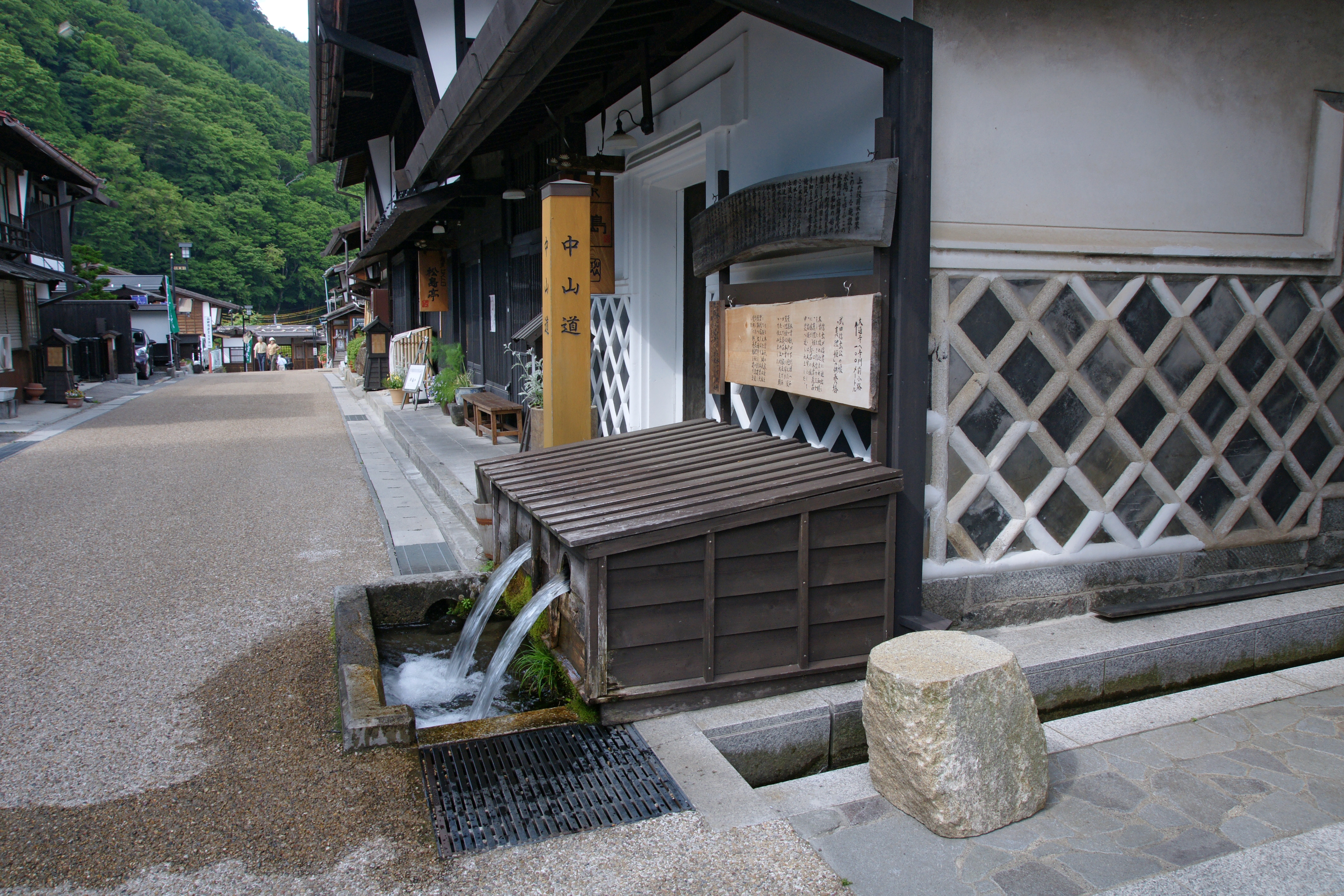
中山道上の段（福島宿）

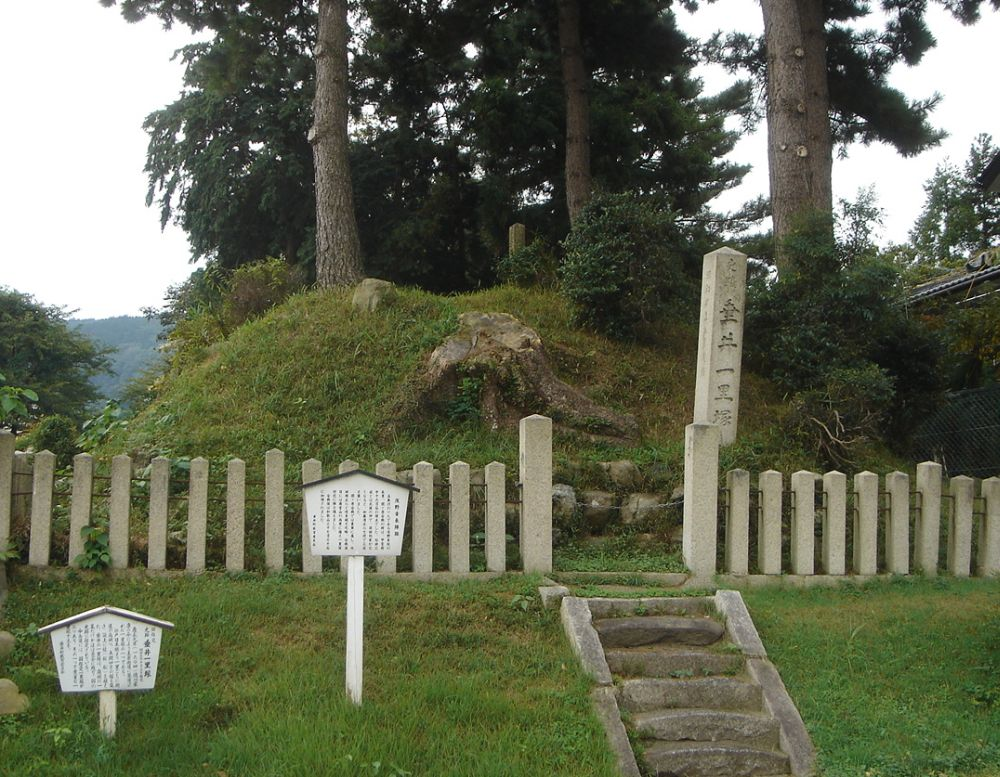
一里塚（岐阜県垂井町）

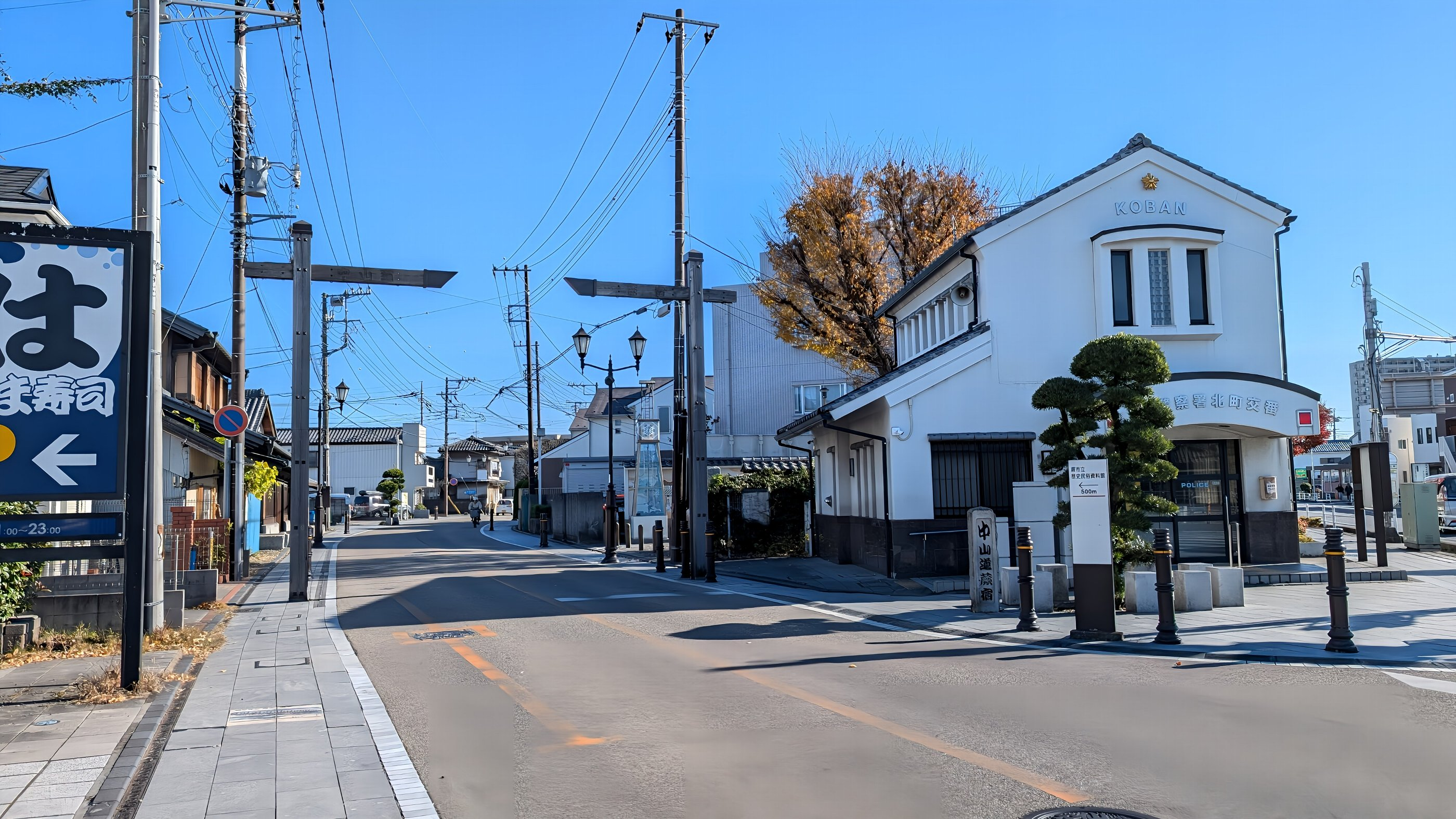
左が中山道蕨宿、右が国道17号(蕨市北町)

江戸の日本橋から板橋宿、蕨宿、高崎宿、軽井沢宿、下諏訪宿、木曽路、関ヶ原を経て近江・草津まで67の宿場（六十七次）がある。距離は東海道よりも40 kmほど長く、宿場も16宿多い。宿場数が密であったのは、比較的険しい山道が多いことに加え、冬場は寒さも厳しい内陸の地域を通り、降雪時に通行が困難であったために、1日の歩行距離は短くなり限界があったからだと考えられている。東海道に比べ大回りをする経路で、かつ、中山道には碓氷峠越えや和田峠越え、「木曽のかけはし」通過などの難所があったにもかかわらず、往来は盛んであった。東海道には、船の使用が許されず川越人足が置かれ、時に長期の川止めもある大井川、安倍川や、険しい箱根峠など交通難所が多い上に、江戸幕府による「入鉄砲出女」の取り締まりが厳しかったため、これらを避けて、中山道を選ぶ者も多くいたと言われている。また、中山道筋の旅籠の宿代は、東海道よりも2割ほど安かったとされる。
西からであるが倉賀野宿からは日光例幣使街道が整備され、日光西街道を経て日光街道に接続している。
信濃の下諏訪では、日本橋を立ち甲府を経由する五街道の1つである甲州街道と再び合流する。また、美濃の垂井で脇街道（脇往還）である美濃路と接続し、東海道の宮（熱田）と連絡した。

### 主な峠
- 碓氷峠（坂本宿 - 軽井沢宿）
- 笠取峠（芦田宿 - 長久保宿）
- 和田峠（和田宿 - 下諏訪宿）
- 塩尻峠（下諏訪宿 - 塩尻宿）
- 鳥居峠（奈良井宿 - 藪原宿）
- 馬籠峠（妻籠宿 - 馬籠宿）
- 十曲峠（馬籠宿 - 落合宿）
- 十三峠（大井宿 - 大湫宿）
- 琵琶峠（大湫宿 - 細久手宿）
- 物見峠（細久手宿 - 御嶽宿）
- うとう峠（太田宿 - 鵜沼宿）
- 今須峠（関ヶ原宿 - 今須宿）
- 摺針峠（番場宿 - 鳥居本宿）

## 歴史

### 前史

#### 律令時代
律令時代に東山道は畿内から東日本の各重要地が位置する内陸部を経由し、加えて効率良く陸奥国へ至る幹線路として整備された。途中の上野国から分岐して武蔵国に向かう東山道武蔵路もあった（後の中山道よりも西寄りのルートをたどっていた）。

#### 戦国時代
戦国時代の東山道は、武田氏（甲斐国）や小笠原氏（信濃国）や金森氏（飛騨国）や織田氏（美濃国）などの地盤であった。このため、武田氏や織田氏を中心とする軍勢などによって、東山道と東海道を結ぶ連絡線が整備された。この連絡線は、現在の国道52号、国道151号・国道153号、国道22号などの源流となった。
織田信長は江南の六角氏攻略のため近道を整備し、醒ヶ井宿（滋賀県米原市）から鳥居本宿（滋賀県彦根市）間で東山道と異なり、中山道となった。
1600年（慶長8年）、宇都宮から関ヶ原の戦いへ向かう徳川秀忠の軍勢が中山道を通っている。
東山道の岡谷・佐久間をショートカットし和田峠を越える道筋はすでに使われていた。

### 江戸時代
江戸時代に入り、江戸幕府は、1601年（慶長6年）から7年間で他の五街道とともに中山道を整備した。それまでの東山道の街道を改良したものが多かったが、大井宿（岐阜県恵那市） - 御嶽宿（岐阜県可児郡御嵩町）間や、加納宿（岐阜県岐阜市） - 赤坂宿（岐阜県大垣市）間など、新しく作られた街道筋もあった。
戦国時代迄は山道や東山道とも称された。江戸時代には中山道や中仙道とも表記されたが、1716年（享保元年）に、新井白石の意見を入れた江戸幕府の通達により中山道に統一された。一方で庶民には木曽街道や木曽路といった古くからの呼称、俗称も用いられた。また、数箇所の険しい峠道があった。東海道のような長期にわたる川止めがある河川は比較的少ないと言えど、長良川の増水と川止めに留意をするなど、河川対策はそれなりに必要であった。中山道は、姫街道とも呼ばれ、京都の宮中から将軍家に嫁ぐ際、通行していた。皇女和宮の他、徳川家定の2番目の正室「澄心院」は63番目の鳥居本宿にて休憩をしている。
幕末、文久元年（1861年10月20日）に皇女和宮は徳川家への降嫁のための江戸下向の旅についた。下向経路は、当初東海道とされていたが、中山道に変更・利用された。このことは、下向に先立つこと半年程前の文久元年3月26日（1861年5月5日）に、老中久世大和守から道中奉行兼帯の大目付平賀駿河守（勝足）に発出された文書から明らかにされている。
関所は、上野国碓氷（群馬県安中市）、信濃国福島（長野県木曽郡木曽町）、信濃国贄川（長野県塩尻市）の3箇所に設置された。

### 明治時代以降
明治中期以降、鉄道網の発達により、東京と京都を結ぶ街道としての中山道は次第に衰退していった。ただし、中山道のそれぞれの部分は、「東京と信州を結ぶ街道（東京 - 長野）」「尾張と木曾を結ぶ街道（名古屋 - 長野）」などとして、依然として重要な街道であり続けた。

#### 中山道幹線
1869年（明治2年）、明治政府により東京 - 京都の両市を結ぶ鉄道建設計画が発表された。明治政府は、東西を結び国家建設の中核となる鉄道建設を計画したが、その路線の選定では東海道ルートと中山道ルートの両案が並立した。東海道ルートは1870年（明治3年）、中山道ルートに対しては1871年（明治4年）から1875年（明治8年)にかけて数回の実地調査が行われた結果、1876年（明治9年）に建築師長ボイルから上告書が提出され、建設は中山道ルートが適当であると決定した。上告書には、東海道ルートで建設した場合、既に海運が発達していたために競争となって運賃の高い鉄道は不利であり、逆に山沿いで建設すれば新たな地域開発も図れるという点から有利であると報告されている。しかし資金難から政府による鉄道建設は進まず、1883年（明治16年）に、再度路線の比較検討が行われた。東海道ルートでは箱根の山越えと大井川等の河川に架橋することの困難さが懸念される一方、中山道ルートはすでに私鉄の日本鉄道により1883年（明治16年）7月28日、上野 - 熊谷間などが開業、翌1884年（明治17年）には上野 - 高崎間が開通予定であったこと、碓氷峠通過の困難さが検討事項に入っていないなどにより、正式に「中山道鉄道建設公債」を発行して中山道ルートを建設することが決定した。一説には、戦時における海からの攻撃に対する脆弱性を懸念する軍部の山縣有朋が1883年（明治16年）6月に「鉄道は山側に敷設すべき」と主張したことから、このようなルートが採用されたとするものもあるが、実際には工部省鉄道局が1883年（明治16年）8月にこのルートの採用を決めている。
更に、当時の日本の主力輸出産品であった生糸の主産地である群馬県や長野県を通ることで、産業振興に重要な役割を果たせるという期待もあった。また、東西幹線の通過しない地域の振興も図るため、多くの支線（軽井沢 - 直江津、岐阜 - 武豊、米原 - 敦賀など）も設置することになっていた。
この決定に従い、官設鉄道の手で中山道幹線本線やその支線（資材運搬用）の建設が進んだ。開業は以下の通りである。
- 1882年3月10日、支線部分：長浜 - 柳ヶ瀬間、洞道口（仮）（後の洞道西口） - 金ヶ崎（現在の敦賀港）間（注：東西幹線ルート決定前の開業）
- 1884年4月16日、支線部分：柳ヶ瀬 - 洞道西口（仮）間
  - 5月25日、支線部分：大垣 - 長浜間
- 1885年10月15日、本線部分：高崎 - 横川間
- 1886年3月1日、支線部分：武豊 - 大府 - 熱田間
- 1886年4月25日、支線部分：熱田 - 大垣間（武豊 - 敦賀 - 金ヶ崎間開通）
- 1886年7月19日、明治政府は東西幹線ルートを東海道に変更すると決定。
実際に測量が開始され、一部では建設にも着手したが、碓氷峠などの山越えが予想以上に険しく、工事の長期化や費用増、開業後の輸送力制限などが避けられなくなった。そこで、産業革命の進展や国際情勢の緊迫化などで東西幹線の早期完成や輸送力強化が求められるようになった。また、このルートで通過しない名古屋の市長は市の衰退を憂慮し、国へ東海道ルートへの変更を求めて働きかけを行っていた。
そこで、一部を除けば比較的平坦で、当時の技術水準でも早期完成が可能な東海道ルートに変更し、1890年の帝国議会開設に間に合うように至急工事が行われることになった。
- 1889年7月1日、東海道本線新橋（後の汐留） - 神戸間が全通。
中山道幹線として建設された部分では、本線の西側部分になる大垣 - 草津 - 京都間と、支線の大府 - 大垣間が東海道線として組み込まれた。支線のうち、武豊 - 大府間は東海道線の支線となり、その後1909年に武豊線となった。
- 1890年11月25日、第一回帝国議会（第一議会）が召集された。

#### 東海道線開通以後
東海道線の全通により、中山道はその任務を大きく変えることになった。東海道に加え明治維新以後、名古屋を中心とする放射状交通網が整備されたため、人と物流の構造が中山道を中心とした「内陸」と東海道を中心とした「沿岸」から、東西の幹線の東海道と名古屋を中心とした構造に変わったためである。
加納宿（岐阜市加納）以西の中山道ルートには、太平洋沿岸に当たる三重県の鈴鹿山脈を越える本来の東海道に代わって、新たに東海道線が敷設された。そして戦後には、岐阜以西の中山道ルートには、名神高速道路や東海道新幹線が敷設され、東西の幹線の表道となった。
岐阜以東の中山道ルートには、概ね高山本線・太多線・中央本線・信越本線・高崎線などの国鉄路線が整備されたが、いずれも東西の幹線という意味を持たず、太平洋側（関東、東海地方）・内陸側（甲信地方）・日本海側（北陸地方）の都市や村落を結ぶ、南北の連絡線や、東西の幹線の裏道というルートとなった。また、私鉄による東海道新線構想には熱心だった明治・大正期の資本家も初期の明治政府が放棄した東名・東阪連絡の中山道幹線の建設再開の動きを示さなかった。
中山道ルートの内、和田峠を越える部分に当たる岩村田 - 下諏訪間については、並行する鉄道が建設されなかった。また現在も高速道路の計画はない。それ以降、東京 - 下諏訪間の内陸ルートは、中山道ルート（高崎経由）ではなく、甲州街道ルート（甲府経由）が主流となっており、下諏訪以西が中山道ルートとなっている。
戦後、日本経済は東京一極集中が進み、それに伴い関西経済は地盤沈下して、北関東・東信と畿内との間の交流が希薄となり、中山道ルートの衰退に拍車をかけた。

しかし、関東地方と近畿地方を結ぶ幹線を、東海道ルートではなく中山道ルートに建設しようという構想は、1950年代以後に国土開発幹線自動車道（国土縦貫自動車道）計画として再び現れた。甲州街道と併走し、岐阜県東濃地方で中山道と併走する中央自動車道は、中山道と併走する名神高速道路を正式には含んでおり（名神高速道路の法定名称は「中央自動車道西宮線」）、東京と西宮を結ぶ東西の幹線になっている。また東京と大阪を結ぶ新幹線の計画路線として構想されており、東海道新幹線のバイパスとしての役割を担う中央新幹線も、同じく内陸部の甲州街道・中山道に併走する建設ルートが予定されている。一方で名古屋以西では対照的に、名神高速より高規格な新名神高速道路が東海道ルートで開通し、中央新幹線も関ヶ原には回らずに三重県・奈良県を経て大阪に達するルートが有力である。

## 歴史遺産
明治以後の急速な経済発展や関東大震災による被災、第二次大戦時の空襲などによって、沿道が急速に変貌した東海道沿線と異なり、中山道沿線では、江戸時代以前の街道や宿場町が比較的良く保存されて来た。高度経済成長期以後、これらを積極的に保存しようという運動が高まった。特に、重要伝統的建造物群保存地区として選定された長野県の妻籠宿（1976年選定）と奈良井宿（1978年選定）が有名である。他にも、かつての宿場町ではそれぞれ歴史資料館などを整備している。また、奈良井宿と藪原宿の間にあり、日本海（信濃川水系）と太平洋（木曽川水系）の中央分水嶺でもある鳥居峠や、妻籠宿と馬籠宿の間にある馬籠峠では、自然遊歩道としての整備が進められている。

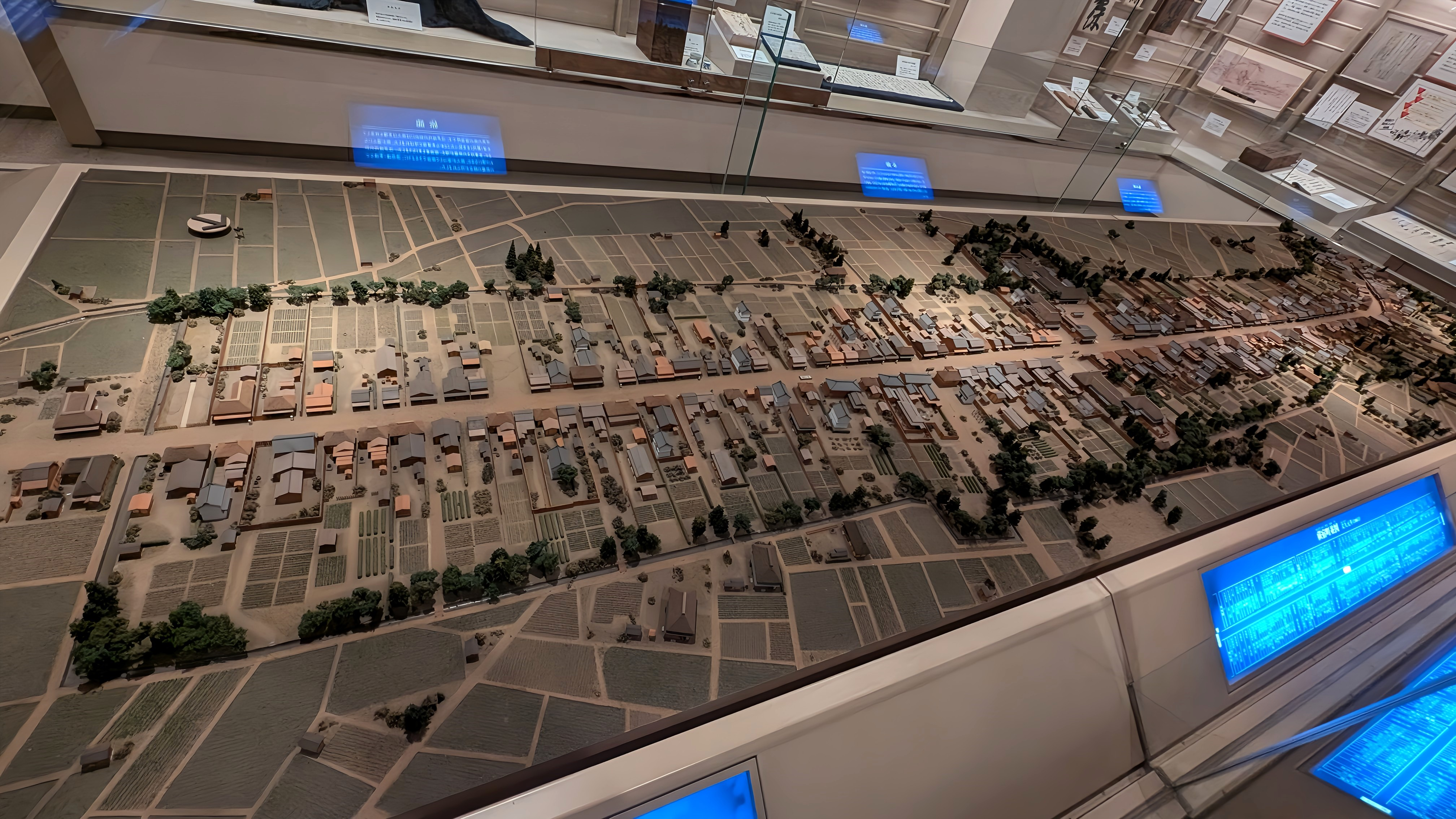
中山道蕨宿(歴史民俗資料館展示)

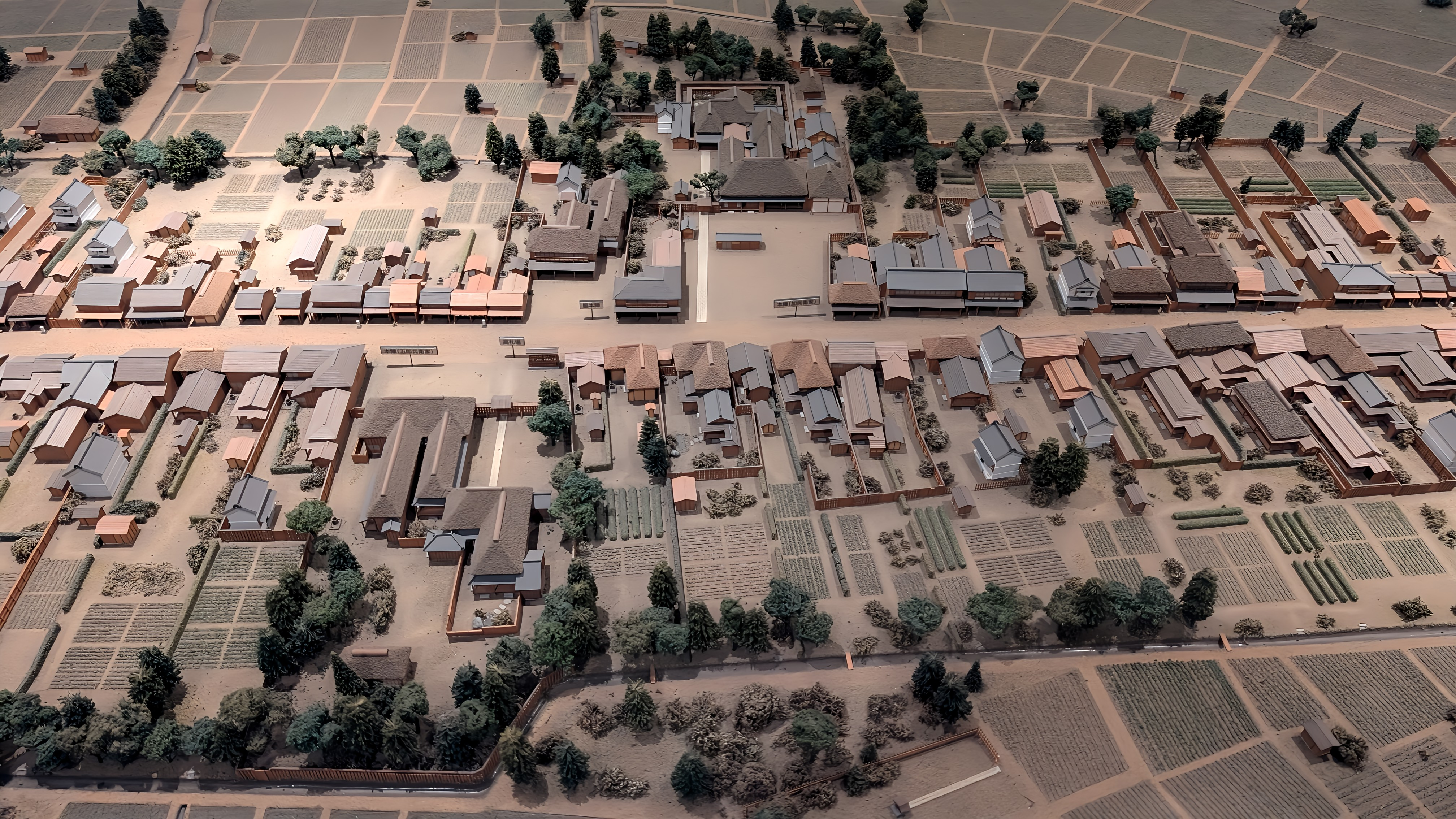
中央上の建物が本陣

中山道は、約30の大名が参勤交代に利用したと言われている。その中で最大の領地を持つ加賀藩は、江戸藩邸の上屋敷を中山道沿いの本郷に、下屋敷を板橋宿に置いた。そのうち、江戸上屋敷の敷地は明治以後は、東京帝国大学となった。現在の東京大学本郷キャンパスは、国道17号に面している（ただし、国道17号の同キャンパス付近の通称は「本郷通り」と呼ばれ、後述のように「中山道」とは呼ばれていない）。また、かつての中山道に面して建つ加賀藩上屋敷の御守殿門（赤門）は、重要文化財に指定され保存されている。
板橋宿から二番目の宿場が中山道蕨宿である。南北に1Kmほどの範囲に大名が泊まる本陣をはじめ、脇本陣、旅籠などが整然と並び立ち、多くの旅人で大変な賑わいであった。今も歴史を感じさせる風情ある家々が残っており、宿場町の雰囲気を楽しむことができる。
中山道は、様々な文学作品の舞台ともなった。馬籠宿出身の島崎藤村は、自らの故郷を舞台に歴史小説『夜明け前』を執筆した。現在は馬籠の生家跡に「藤村記念館」がある。

## 現在の状況
他の江戸五街道は基本的に1本（東海道 = 国道1号など）または多くても2本（日光街道 = 国道4号・国道119号）の国道（の一部区間）として継承されているが、中山道は多数の道路に分割されている。
現在は、以下の道路が中山道に相当し

（一部は中山道の道筋と重なる）、呼称（後述）や愛称で中山道などと呼ばれている区間も存在する。
- 国道17号：日本橋 - 高崎 君が代橋東交差点
- 国道18号：君が代橋東交差点 - 軽井沢 馬瀬口交差点
- 長野県道9号佐久軽井沢線：馬瀬口交差点 - 佐久 相生町交差点
- 長野県道44号下仁田浅科線：相生町交差点 - 佐久市岩村田
- 長野県道154号塩名田佐久線：佐久市岩村田 - 浅間病院西交差点
- 佐久市道：浅間病院西交差点 - 八幡西交差点
- 国道142号：八幡西交差点 - 下諏訪 大社通り交差点
- 国道20号：大社通り交差点 - 塩尻 高出交差点
- 国道19号：高出交差点 - 南木曽 南木曽町妻籠交差点
- 国道256号：南木曽町妻籠交差点 - 南木曽町橋場
- 岐阜県道・長野県道7号中津川南木曽線：南木曽町橋場 - 中津川市落合 沖田交差点
- 国道19号：沖田交差点 - 瑞浪 中大島交差点
- 岐阜県道65号恵那御嵩線：中大島交差点  - 御嵩町美佐野
- 国道21号：御嵩町美佐野 - 米原 米原警察署前交差点
- 国道8号：米原警察署前交差点 - 京都 烏丸五条交差点
- 国道1号：烏丸五条交差点 - 鳥羽大橋

## 現代の呼称における中山道

### 東京都通称道路名
国道17号の西巣鴨交差点から埼玉県境までの「東京都通称道路名」を中山道（なかせんどう）と称している。

#### 概要
- 起点：豊島区西巣鴨3丁目 西巣鴨交差点
- 終点：板橋区舟渡3丁目 戸田橋埼玉県境
- 通過する自治体：北区

#### 接続する主な道路
| 国道17号（白山通り）・巣鴨・本郷・日本橋方面        |                                                             |              |        |
| 国道122号・東京都道305号芝新宿王子線（明治通り）    | 東京都道305号芝新宿王子線（明治通り）                       | 西巣鴨       | 豊島区 |
| （旧中山道）                                        | （旧中山道）                                                | 板橋郵便局前 | 板橋区 |
|                                                     | 東京都道317号環状六号線（山手通り） 東京都道420号鮫洲大山線 | 仲宿         | 板橋区 |
| 東京都道318号環状七号線（環七通り）                 | 東京都道318号環状七号線（環七通り）                         | 大和町       | 板橋区 |
| （旧中山道）                                        |                                                             |              | 板橋区 |
| 東京都道445号常盤台赤羽線（福寿通り・前野中央通り） | 東京都道445号常盤台赤羽線（福寿通り・前野中央通り）         | 志村警察署前 | 板橋区 |
| 東京都道311号環状八号線（環八通り）                 | 東京都道311号環状八号線（環八通り）                         | 志村3丁目    | 板橋区 |
|                                                     | 東京都道446号長後赤塚線（高島通り）                         | 志村坂下     | 板橋区 |
| 東京都道447号赤羽西台線                             | 東京都道447号赤羽西台線                                     | 舟渡         | 板橋区 |
| 国道17号（中山道） さいたま・熊谷・高崎方面         |                                                             |              |        |

#### 交差する鉄道・河川
- 埼京線（板橋駅・十条駅間）
- 石神井川（新板橋）
- 新河岸川（志村橋）
- 荒川（戸田橋）

#### 沿線の主な施設
- 北区立滝野川第二小学校
- 北区立滝野川西図書館
- 滝野川入口
- 新板橋出口
- 新板橋駅
- 板橋郵便局
- 板橋消防署
- 板橋警察署
- 板橋区役所前駅
- 板橋区役所
- 板橋JCT
- 仲宿交差点ライブカメラ - 画面右が東京都道317号環状六号線（山手通り）、左が国道17号（中山道）である。
- 板橋区立板橋第一小学校
- 氷川神社
- 板橋本町出入口
- 板橋本町駅
- 本蓮沼駅
- 志村坂上駅
- 総泉寺
- 志村警察署

#### 史跡
- 志村一里塚

#### その他
- 警視庁の速度取り締まり重点路線である[23]。
- 起点（西巣鴨駅付近）から志村坂上交差点（志村坂上駅付近）にかけて都営地下鉄三田線が下を通るほか、起点から仲宿交差点付近にかけて首都高速中央環状線、仲宿交差点から志村警察署清水町交番と本蓮沼駅の間にかけて首都高速5号池袋線が上を通る。
- 巣鴨地蔵通り商店街、 滝野川銀座商店街、板橋仲宿商店街はいずれも旧中山道を中心とした商店街である。

### 高崎市道路愛称名
新後閑町交差点から岩鼻町交差点に至る群馬県道12号前橋高崎線、群馬県道121号和田多中倉賀野線、及び高崎市道の「高崎市道路愛称名」を旧中山道（きゅうなかせんどう、英 : Kyu Nakasendo、番号28番）と称している。

#### 概要
- 起点：和田多中町3-12 新後閑町交差点（三条大橋寄り）
- 終点：岩鼻町247 岩鼻町交差点（日本橋寄り）
- 延長：6,100m
- 正式名称：群馬県道12号前橋高崎線（新後閑町交差点 - 和田多中町交差点）、群馬県道121号和田多中倉賀野線（和田多中町交差点 - 新柳瀬橋北交差点）、高崎市道（新柳瀬橋北交差点 - 岩鼻町交差点）

#### 接続する主な道路
| 交差する道路                     | 交差する道路                     | 交差点名     |
| -------------------------------- | -------------------------------- | ------------ |
| 群馬県道71号高崎神流秩父線       | 群馬県道12号前橋高崎線           | 新後閑町     |
| 国道17号高崎バイパス（中山道）   | 国道17号倉賀野バイパス（中山道） | 和田多中町   |
|                                  | 群馬県道138号倉賀野停車場線      | 倉賀野駅入口 |
| 群馬県道173号金井倉賀野停車場線  | 群馬県道173号金井倉賀野停車場線  | 中町         |
|                                  | 群馬県道133号元島名倉賀野線      |              |
|                                  | （例幣使街道）                   | 下町         |
| 国道17号倉賀野バイパス（中山道） | 国道17号倉賀野バイパス（中山道） | 新柳瀬橋北   |
| 群馬県道13号前橋長瀞線（長瀞線） | 群馬県道13号前橋長瀞線（長瀞線） | 岩鼻町       |

- 上が軽井沢寄り、下が日本橋寄り。左が軽井沢方面行きの車線、右が日本橋方面行きの車線。
- 中町交差点は倉賀野駅方向進入禁止。

#### 交差する鉄道
- 高崎線（新町駅 - 倉賀野駅間）
- 八高線（北藤岡駅 - 倉賀野駅間）

## 観光振興
近年においては沿線が連携した観光振興・広報策が図られている。
一例として中山道沿いの30市町区が連携した宿場の人気投票イベント「NSD67 総選挙!!」が2015年11月1日〜29日の日程で実施され、総投票数8948票を得た。
投票対象は大津宿（東海道と共有)を除く68宿および日本橋で、タイトルに付された数字の67は草津宿（東海道と合流）と大津宿を除く宿場の数を意味する。上位には旧信濃国（おおむね長野県）に所在し木曽路の観光地である奈良井宿（1位）・妻籠宿（2位）・馬籠宿（9位、現在は岐阜県）などがランクインした。